# Mundín (Lugo de Llanera)
Mundín es un pequeño barrio asturiano que pertenece a la villa de Lugo de Llanera.
Se encuentra en el norte de la villa siendo la vera del Santo Firme,el segundo monte más elevado de Llanera, tras el Gorfolí.
- Datos: Q9035773